# Acalypha diversifolia
Acalypha diversifolia é uma espécie de flor do gênero Acalypha, pertencente à família Euphorbiaceae.